# Heroinat (споменик)
Heroinat је типографска скулптура и туристичка атракција у Приштини. Споменик је постављен у парку у центру града, у једном од главних и најпосећенијих делова Приштине, испред споменика Newborn. Откривен је 12. јуна 2015. године. Комбинација је различитих портрета жена са Косова и Метохије.

## Дизајн
Споменик приказује Албанку, користећи 20.000 прибадача. Свака игла представља жену силовану током рата на Косову и Метохији од 1998. до 1999. Прибадаче су на различитим висинама, обликујући рељефни портрет.
Скулптура има двоструку перспективу, макро и микро. Посматрано из блиске перспективе, видљиве су појединачне прибадаче. На даљину се јасно види портрет жене.
У јесен 2013. дизајн је креиран и поднет на конкурс за меморијални споменик у Приштини.
Укупне димензије споменика:
- Висина: 5,50m,
- Ширина: 4,5m,
- Прибадача: 3,5 cm.[2]

Док су дизајнери истраживали, пронашли су чланак који је објавио Human Rights Watch у ком се наводи да је скоро 20.000 жена силовано током рата. Многе жене су бориле током рата, укључујући оне за терористичку организацију Ослободилачка војска Косова (ОВК). Неке су биле активне у ненасилном отпору.